# گروپو آرگوس

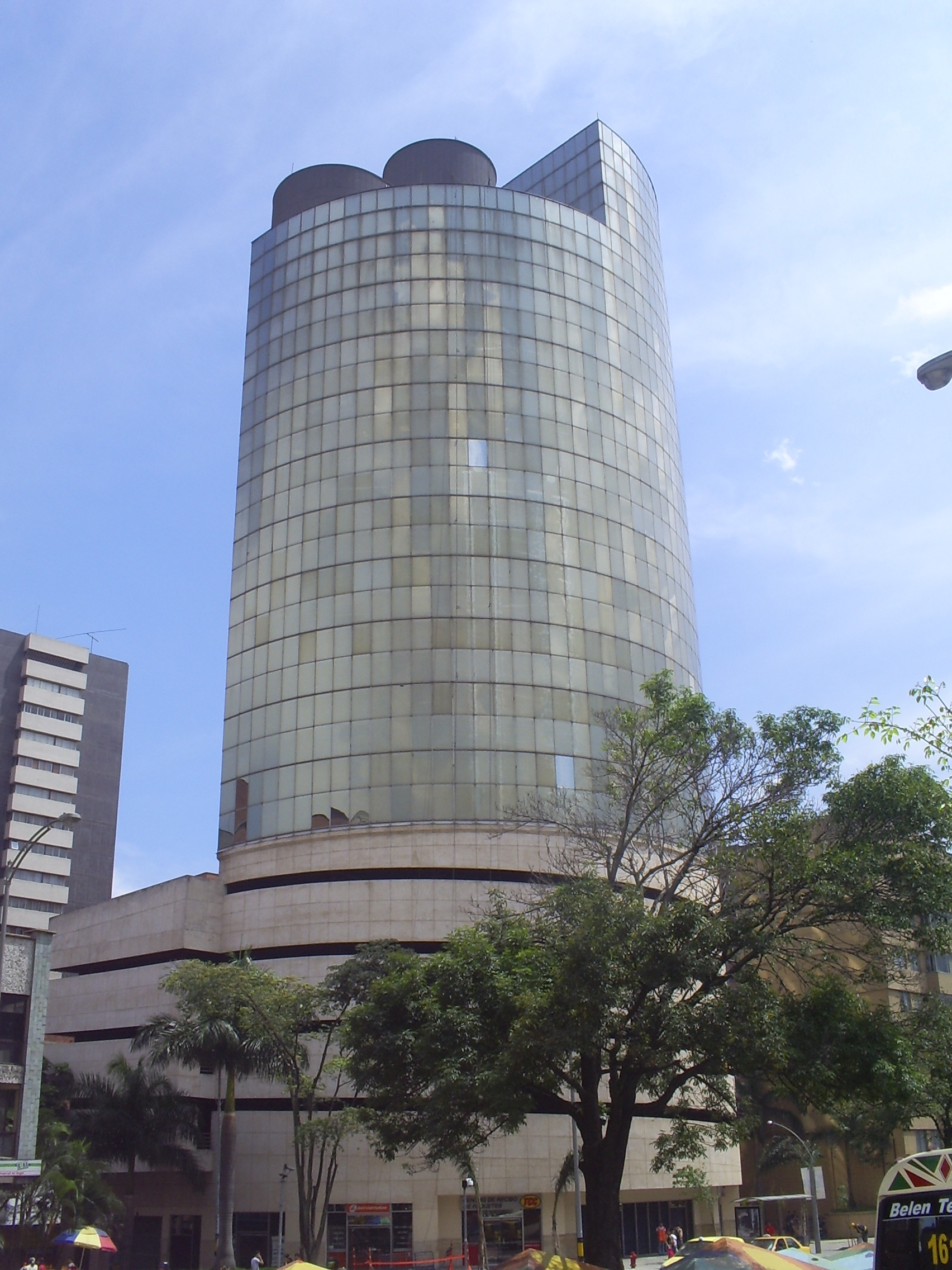
ساختمان مرکزی گروپو آرگوس در شهر مدلین

گروپو آرگوس (به اسپانیایی: Grupo Argos) شرکت خوشه‌ای کلمبیایی است، که در زمینه تولید سیمان و بتن، تولید برق، توسعه املاک و مستغلات و زیرساخت‌های شهری فعالیت می‌کند.
شرکت گروپو آرگوس در سال ۱۹۳۶ تأسیس شد و در حال حاضر دارای ۴۰ کارخانه تولیدی در کشورهای ایالات متحده آمریکا، پاناما، جمهوری دومینیکن، کلمبیا، هائیتی و هندوراس می‌باشد.
دفتر مرکزی این شرکت در شهر مدلین، کلمبیا قرار دارد و بخشی از سهام آن در بازار بورس کلمبیا معامله می‌شود.